# 大関弘政
大関 弘政（おおぜき ひろまさ、1934年 - ）は、日本の劇作家・舞台演出家。元宝塚歌劇団座付作・演出家。

## 略歴
横浜市出身。学習院大学卒業後、宝塚歌劇団に入団。1963年、「山彦乙女」でデビュー。
1994年、星組公演「若き日の唄は忘れじ」作・演出をもって退団。その後、宝塚音楽学校で演劇講師に就任し、2011年退職。2015年まで宝塚大学にて特任教授。劇団わらび座では「春秋山伏記」、「鬼ンこおばこ」を手掛けた。

## 作品

### 宝塚歌劇団[2]
宝塚新芸劇場
- 「山彦乙女」（1963年）星組
- 「不思議な赤穂浪士」（1965年）花組

宝塚大劇場
- 「おてもやん 」（1967年）雪組
- 「鐘つき与七」（1969年）花組
- 「能登の恋歌」（1969年）雪組
- 「禁じられた初恋」（1970年）花組
- 「恋人たち」（1970年）星組
- 「川は光る」（1971年）月組
- 「蒼き湖」（1972年）月組
- 「れんげ草」（1973年）雪組
- 「夢みる恋人たち」（1975年）花組
- 「紙すき恋歌」（1976年）月組
- 「宝舞抄」（1977年）※演出（作：白井鐵造）／花組
- 「わが愛しのマリアンヌ」（1977年）※演出（作：高木史朗）／月組：榛名由梨
- 「遙かなるドナウ」（1978年）※脚色・演出（原作：モルナール・フェレンツ「白鳥」）／花組：松あきら、北原千琴
- 「スリナガルの黒水仙」（1980年）月組：榛名由梨、五條愛川
- 「アルカディアよ永遠に」（1982年）花組：松あきら、順みつき
- 「こぶし咲く春」（1983年）星組：瀬戸内美八、姿晴香
- 「名探偵はひとりぼっち」（1984年）※脚色・演出（原作：赤川次郎） ／花組：高汐巴、若葉ひろみ
- 「微風のマドリガル」（1986年）花組：高汐巴、秋篠美帆
- 「サマルカンドの赤いばら」（1987年）雪組：平みち、神奈美帆
- 「恋と霧笛と銀時計」（1988年）月組：剣幸、こだま愛
- 「春の風を君に…」（1991年）花組：大浦みずき、ひびき美都、朝香じゅん
- 「若き日の唄は忘れじ」（1994年）※脚色・演出（原作：藤沢周平「蟬しぐれ」）／星組：紫苑ゆう、白城あやか

宝塚バウホール
- 「恋とかもめと六文銭」（1979年）月組：榛名由梨、大地真央
- 「若草物語」（1980年）※脚色・演出（原作：オルコット）／雪組：真乃ゆりあ、草笛雅子、美風りざ、北いずみ
- 「恋の特ダネ」（1981年）雪組：麻実れい、遥くらら／花組：高汐巴、若葉ひろみ
- 「天明ふあんたじい―まぼろしの浮世絵師」（1981年）月組：大地真央、剣幸
- 「忘れじの歌」（1982年）※演出担当／作：白井鐵造／星組：峰さを理、秋篠美帆
- 「恋と十手と千両箱」（1983年）月組：剣幸、こだま愛
- 「夜霧のモンパルナス」（1984年）月組： 剣幸、春風ひとみ
- 「愛…ただ愛―エディット・ピアフ物語」（1985年）月組：条はるき、旺なつき
- 「黒いチューリップ」（1985年）※脚色・演出（原作：A・デュマ）／雪組：一路真輝、小乙女幸
- 「誇りたかき愛の詩」（1987年）※脚色・演出（原作：A・デュマ「メゾン・ルージュの騎士」）／雪組：杜けあき、仁科有理
- 「誓いの首飾り」（1989年）※脚色・演出（原作：ツルゲーネフ「春の水」）／星組：紫苑ゆう、青山雪菜
- 「エル・アミーゴ」（1990年）花組： 安寿ミラ、華陽子
- 「花のもとにて春―ある日の牛若丸」（1990年）雪組：高嶺ふぶき、轟悠
- 「ドニエブルの赤い罌粟」（1992年）花組：真矢みき、月影瞳
- 「セ・ラムール―さすらいの地中海」（1993年）雪組：香寿たつき、渚あき

### 劇団わらび座
- 「男鹿の於仁丸」（1995年 - 1998年[3]）再演（2003年～2004年[4]）
- 「春秋山伏記」（1996年 - 1999年[5]）再演（2003年～2004年[6]）　※原作：藤沢周平
- 「鬼ンこおばこ」（2000年 - 2001年[7]）
- 「北浦おこん」（2000年 - 2001年[8]）
- 「おらとかあちゃんの祝い歌」（2002年[9]）
- 「雲巌寺の鐘つき男」（2003年[10]）
- 「十三の砂山」（2003年,2012年[11]）
- 「笑いはつづく GO ON! GO ON! 〜舞天 沖縄のチャップリンと呼ばれた男〜」（2015年）